# HMS Belfast (C35)
O HMS Belfast é um cruzador rápido que foi operado pela Marinha Real Britânica e a nona embarcação da Classe Town. Sua construção começou em dezembro de 1936 nos estaleiros da Harland & Wolff na homônima Belfast e foi lançado ao mar em março de 1938, sendo comissionado na frota britânica em agosto do ano seguinte. É armado com uma bateria principal composta por doze canhões de 152 milímetros montados em quatro torres de artilharia triplas, tinha um deslocamento carregado de treze mil toneladas e alcançava uma velocidade máxima de 32 nós.
O Belfast entrou em serviço pouco antes do início da Segunda Guerra Mundial e foi colocado no bloqueio contra a Alemanha, porém bateu em uma mina naval em novembro de 1939 e passou mais de dois anos sob reparos. Voltou ao serviço em novembro de 1942 e atuou na escolta de vários Comboios do Ártico no decorrer de 1943, participando em dezembro da Batalha do Cabo Norte contra o couraçado alemão Scharnhorst. Deu suporte para os Desembarques da Normandia em junho de 1944, com a guerra terminando assim que foi transferido para o Oceano Pacífico.
O navio continuou servindo pela região do Sudeste Asiático após o fim do conflito e entre 1950 e 1952 participou também da Guerra da Coreia, realizando ações de bombardeio litorâneo e patrulhas costeiras. Foi modernizado de 1956 a 1959 e continuou atuando ativamente no exterior até ser descomissionado em agosto de 1963. Esforços para transformá-lo em um navio-museu começaram em 1967, inicialmente como um esforço governamental e depois como um esforço particular. Este último foi bem sucedido e o Belfast foi aberto para visitação em outubro de 1971 em Londres.

## Características
A Classe Town se originou em 1933 como uma resposta à Classe Mogami da Marinha Imperial Japonesa, com os primeiros dois navios sendo encomendados no mesmo ano. Outros seis cruzadores foram encomendados até 1936, momento em que o Almirantado Britânico estava interessado em aprimorar o poder de fogo para que se igualassem também à Classe Brooklyn da Marinha dos Estados Unidos. Um projeto modificado com novas torres de artilharia principais e maior blindagem do convés foi aprovado em maio de 1936, do qual o Belfast foi construído.
O Belfast tem 186,99 metros de comprimento de fora a fora, uma boca de 19,3 metros e um calado de 5,3 metros. Tinha um deslocamento padrão de 10 590 toneladas, enquanto o deslocamento carregado era de 13 385 toneladas. Seu sistema de propulsão é composto por quatro caldeiras de tubos d'água Admiralty que alimentavam quatro turbinas a vapor Parsons, cada um girando uma hélice. Este sistema tinha uma potência indicada de 81,6 mil cavalos-vapor para uma velocidade máxima de 32,5 nós (60,2 quilômetros por hora). Podia carregar até 2,4 mil toneladas de óleo combustível, o que proporcionava uma autonomia de 8 665 milhas náuticas (16 050 quilômetros) a treze nós (24 quilômetros por hora). Era equipado com uma catapulta de aeronaves D1H à meia-nau e dois guindastes, podendo operar até dois hidroaviões Supermarine Walrus.
O armamento principal é composto por doze canhões Marco XXIII calibre 50 de 152 milímetros montados em quatro torres de artilharia triplas, duas à vante da superestrutura e duas à ré. O armamento secundário inicialmente tinha doze canhões de duplo propósito Marco XVI calibre 45 de 102 milímetros em seis montagens duplas. A bateria antiaérea consistia em dezesseis canhões calibre 39 de 40 milímetros em duas montagens de oito canos e oito metralhadoras Vickers de 12,7 milímetros em duas montagens quádruplas. Também foi equipado com seis tubos de torpedo Marco IV de 533 milímetros em duas montagens triplas. Tem um cinturão de blindagem com 114 milímetros de espessura. Seu convés tem 76 milímetros sobre os depósitos de munição e 51 milímetros sobre as salas de máquinas. As torres de artilharia tem uma proteção de até 102 milímetros.

## Carreira
O Belfast foi encomendado em 21 de setembro de 1936. Seu batimento de quilha ocorreu 10 de dezembro nos estaleiros da Harland & Wolff em Belfast, na Irlanda do Norte. Foi lançado ao mar em 17 de março de 1938, Dia de São Patrício, e batizado por Anne Chamberlain, esposa do primeiro-ministro Neville Chamberlain. O navio passou por sua equipagem e realizou testes marítimos entre março e agosto de 1939. O custo de sua construção foi estimado em 2 141 514 libras esterlinas em valores da época.
O Belfast partiu para Portsmouth em 3 de agosto de 1939 e foi comissionado na Marinha Real Britânica dois dias depois, menos de um mês antes do início da Segunda Guerra Mundial. Seu primeiro oficial comandante foi o capitão G. A. Scott e a tripulação na época era composta por 761 homens, com sua primeira designação sendo para a 2ª Esquadra de Cruzadores da Frota Doméstica. Participou em 14 de agosto de seu primeiro exercício, a Operação Hipper, em que desempenhou o papel de um navio corsário alemão tentando escapar para o Oceano Atlântico. O Belfast conseguiu escapar da Frota Doméstica ao navegar pelo traiçoeiro Pentland Firth no norte da Escócia.

### Segunda Guerra Mundial

#### Patrulhas, mina e reparos
O navio foi transferido para a 18ª Esquadra de Cruzadores em 31 de agosto, ficando baseado em Scapa Flow nas Órcades. A Alemanha invadiu a Polônia no dia seguinte e o Reino Unido e a França declararam guerra em 3 de setembro. O Belfast recebeu uma mensagem às 11h40min dizendo "Começar hostilidades imediatamente contra a Alemanha". O navio foi para o mar no dia 8 na companhia do seu irmão HMS Edinburgh, dos cruzadores de batalha HMS Hood e HMS Renown e quatro contratorpedeiros em uma patrulha que tinha a intenção de interceptar embarcações alemãs retornando da Noruega. Eles estavam particularmente procurando o transatlântico SS Europa, mas nenhum navio foi encontrado. O Belfast participou em 25 de setembro de uma operação para recuperar o submarino HMS Spearfish, durante o qual o cruzador foi atacado por aeronaves alemãs, mas não foi danificado. Ele partiu de Scapa Flow novamente em 1º de outubro para um patrulha pelo Mar do Norte, interceptando e abordando quatro dias depois um navio-fábrica norueguês neutro que estava navegando junto com seis baleeiros. O cruzador avistou o navio mercante sueco C. P. Lilljevach no dia 8, mas não conseguiu interceptá-lo devido ao clima ruim. No dia seguinte abordou o norueguês Tai Yin, que tinha sido listado pelo Almirantado como suspeito, assim tripulantes do Belfast assumiram o seu controle e o levaram para Kirkwall. O Belfast interceptou em 9 de outubro o transatlântico alemão SS Cap Norte oitenta quilômetros ao noroeste das Ilhas Feroe. O Cap Norte estava disfarçado do sueco SS Ancona e estava tentando voltar para Alemanha do Brasil, com reservistas alemães estando entre seus passageiros. A tripulação do cruzador posteriormente recebeu dinheiro pelo navio capturado de acordo com as regras do Almirantado. O navio sueco Uddeholm foi abordado no dia 12 e também levado para Kirkwall. O cruzador voltou para Scapa Flow na noite de 13 para 14 de outubro e estava entre os poucos navios ancorados no local devido a relatos de inteligência que indicavam um iminente ataque aéreo. Naquela mesma noite, o submarino alemão U-47 se infiltrou no ancoradouro e afundou o couraçado HMS Royal Oak. O Belfast foi para Loch Ewe pela manhã.

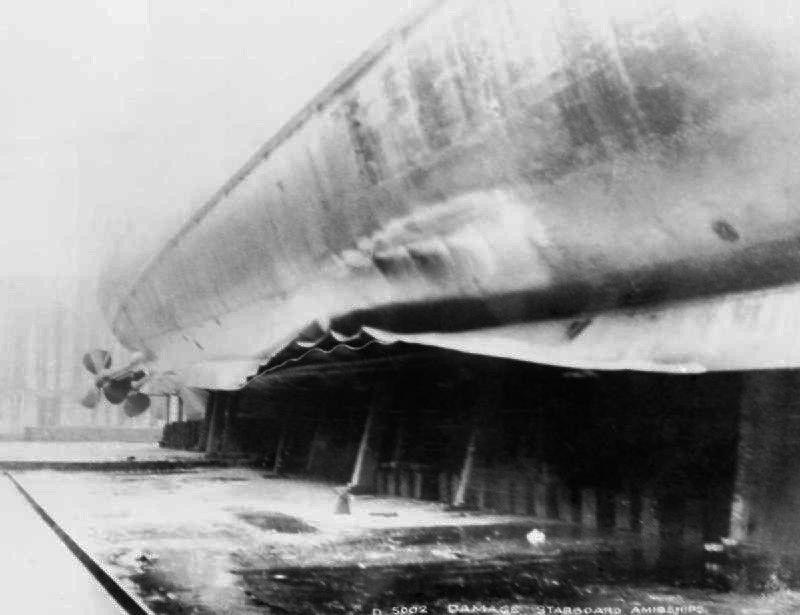
O casco danificado do Belfast depois de bater em uma mina

O cruzador foi tirado dos deveres de patrulha no Mar do Norte em 10 de novembro e transferido para a 2ª Esquadra de Cruzadores. A intenção desta formação era atuar como uma força de ataque independente baseada em Rosyth. O Belfast participaria no dia 21 de sua primeira surtida, um exercício de artilharia. Entretanto, ele bateu em uma mina naval às 10h58min enquanto deixava o Estuário do Forth. A detonação quebrou sua quilha e danificou uma de suas salas de máquinas e sala de caldeiras. Vinte tripulantes precisaram de tratamento hospitalar por ferimentos causados pela explosão, enquanto outros 26 sofreram ferimentos leves. O pintor 2ª classe Henry Stanton foi hospitalizado e morreu posteriormente de um ferimento na cabeça sofrido ao ser jogado contra um cabeçote. O rebocador Krooman, que estava rebocando alvos para o exercício, liberou suas cargas e rebocou o Belfast para reparos iniciais.
Avaliações iniciais mostraram que a mina causou poucos danos diretos ao casco, tendo perfurado apenas um pequeno buraco embaixo de uma das salas de caldeiras, mas o choque da explosão entornou placas, quebrou maquinários, deformou os conveses e fez a quilha se curvar para cima em 7,6 centímetros. Foi colocado em situação de Cuidado e Manutenção, tornando-se responsabilidade do Estaleiro Real de Rosyth, enquanto sua tripulação foi dispersada para outros navios. Foi consertado o suficiente até 28 de junho para navegar até o Estaleiro Real de Devonport, onde chegou dois dias depois sob o comando do tenente-comandante H. W. Parkinson.
Trabalhos foram realizados durante os reparos para reconstruir e fortalecer seu casco. Seu cinturão de blindagem foi ampliado e deixado mais espesso. O armamento antiaéreo também foi aprimorado com novas montagens de canhões de 40 milímetros e adição de dezoito canhões Oerlikon de 20 milímetros em cinco montagens duplas e oito montagens únicas, enquanto as metralhadoras Vickers foram removidas. O Belfast também recebeu novos radares de controle de disparo para suas baterias principal, secundária e antiaérea. Seu conjunto de eletrônicos em novembro de 1942 tinha um radar Tipo 284 e quatro Tipo 283 para o armamento principal, três radares Tipo 285 para a bateria secundária e dois Tipo 282 para as armas de 40 milímetros. Também tinha um radar de varredura de superfície Tipo 273, radares Tipo 251 e Tipo 252 para identificação amigo-inimigo, mais um Tipo 281 e Tipo 242 para varredura aérea. Também foi equipado com um ecobatímetro Tipo 270. Uma protuberância foi adicionada à meia-nau para compensar o peso extra acima da linha de flutuação e proporcionar mais estabilidade e resistência longitudinal. Sua boca cresceu para 21 metros e o calado para 5,8 metros à vante e 6,15 metros à ré.

#### Comboios e Cabo Norte

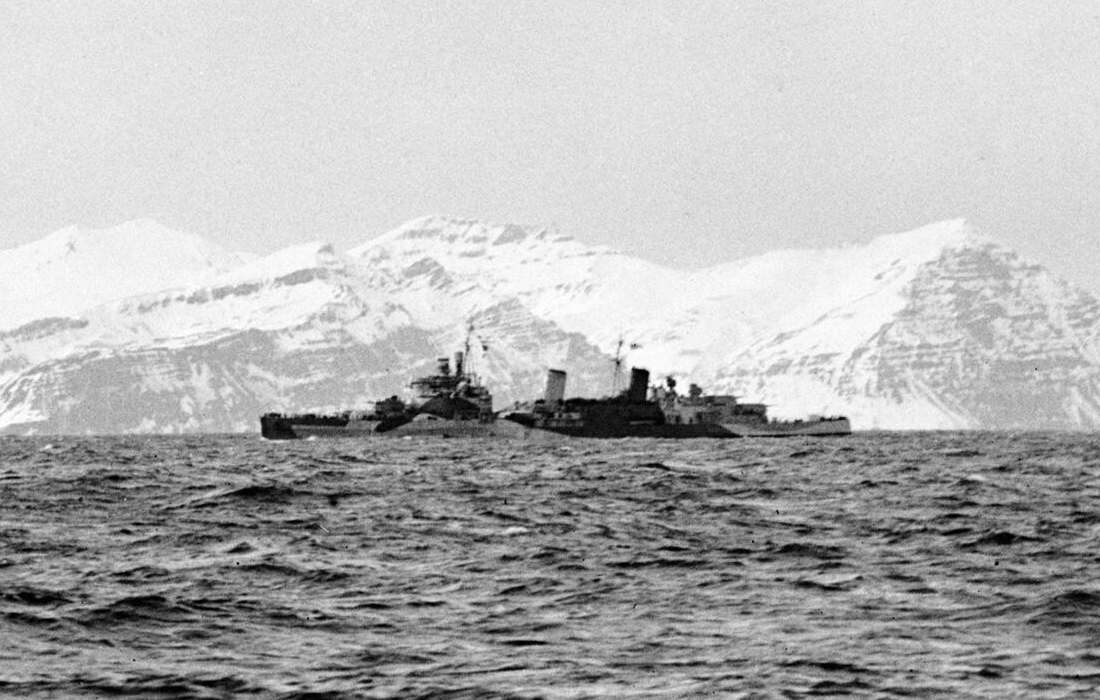
O Belfast na Islândia em 21 de fevereiro de 1943

O Belfast foi recomissionado em Devonport em 3 de novembro de 1942 sob o comando do capitão Frederick Parham. Se tornou a capitânia do contra-almirante Robert Burnett, o comandante da 10ª Esquadra de Cruzadores. A formação era responsável por escoltar comboios para a União Soviética, operando a partir de Scapa Flow e da Islândia. Os radares reduziram a necessidade de reconhecimento aéreo do cruzador, assim seus hidroaviões foram desembarcados em junho de 1943. Ele passou 1943 em deveres de escolta de comboios e patrulhas de bloqueio, formando entre 5 e 8 de outubro parte da força de cobertura para a Operação Líder, um ataque aéreo contra navios mercantes alemães no norte da Noruega realizado pelo porta-aviões estadunidense USS Ranger.
O navio participou em 26 de dezembro de 1943 da Batalha do Cabo Norte. Esta ocorreu durante a noite polar e envolveu duas formações: a Força Um tinha o Belfast, seu irmão HMS Sheffield, o cruzador pesado HMS Norfolk e três contratorpedeiros, enquanto a Força Dois tinha o couraçado HMS Duke of York, o cruzador rápido HMS Jamaica e quatro contratorpedeiros. O vice-almirante sir Bruce Fraser, comandante da Frota Doméstica, esperava que o couraçado alemão Scharnhorst fizesse uma surtida de sua base na Noruega para tentar atacar o Comboio JW 55B, que deixaria a Escócia rumo a Murmansk. O Scharnhorst partiu no dia 25 e encontrou no dia seguinte a Força Um, que tinha deixado Murmansk no dia 23. O couraçado alemão recuou depois de ser danificado pelos cruzadores britânicos, mas atacou novamente ao meio-dia, porém desta vez foi também interceptado pela Força Dois e afundado pelas duas formações. O Belfast foi uma das primeira embarcações a encontrarem o Scharnhorst e, como capitânia da 10ª Esquadra de Cruzadores, coordenou a defesa do comboio. O cruzador então seguiu o couraçado com seu radar fora do alcance visual, repassando suas informações para o Duke of York.

#### Tirpitze Normandia
O Belfast reabasteceu na Baía de Kola depois da batalha e retornou ao Reino Unido, chegando em Scapa Flow em 1º de janeiro de 1944. Foi para Rosyth na dia 10, onde sua tripulação recebeu um período de licença. O navio retomou seus deveres de escolta de comboios no mês seguinte, participando em 30 de março da força de escolta da Operação Tungstênio, um grande ataque aéreo do Braço Aéreo Naval contra o couraçado alemão Tirpitz. Este estava ancorado no Fiorde de Alta no norte da Noruega, sendo o último navio capital sobrevivente da Alemanha. Quarenta e dois bombardeiros de mergulho Fairey Barracuda dos porta-aviões HMS Victorious e HMS Furious escoltados por oitenta caças realizaram o ataque em 3 de abril, acertando o couraçado catorze vezes e o imobilizando por dois meses O Belfast passou por pequenos reparos em Rosyth de 23 de abril a 8 de maio, período em que sua tripulação recebeu outra licença. Foi para Scapa Flow levando a bordo o rei Jorge VI para uma visita à Frota Doméstica.

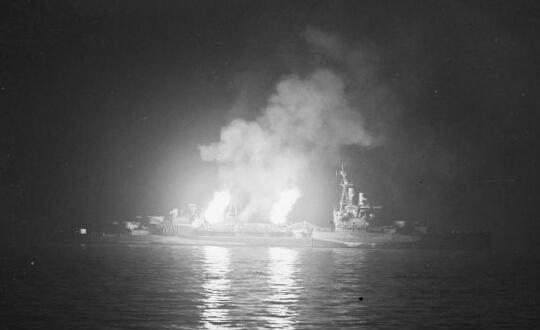
O Belfast bombardeando posições alemãs na Normandia em 27 de junho de 1944

O cruzador foi designado o navio quartel-general para a Força de Bombardeio E durante a iminente invasão da Normandia, tornando-se a capitânia do contra-almirante Frederick Dalrymple-Hamilton. Sua tarefa seria dar apoio aos desembarques de tropas britânicas e canadenses nas Praias Gold e Juno. Deixou o rio Clyde para suas áreas de bombardeio em 2 de junho. Naquela mesma manhã o primeiro-ministro Winston Churchill tinha anunciado sua intenção de seguir com a frota e assistir à invasão a bordo do Belfast. O general Dwight D. Eisenhower, o Supremo Comandante Aliado, e o almirante de frota sir Andrew Cunningham, o Primeiro Lorde do Mar, foram contra a ideia. Foi apenas uma intervenção do próprio rei que impediu que Churchill fosse junto.
A invasão deveria começar em 5 de junho, mas precisou ser adiada em 24 horas devido ao clima ruim. O Belfast abriu fogo contra uma bateria de artilharia alemã no vilarejo de Ver-sur-Mer às 5h30min de 6 de junho, suprimindo os canhões até o local ser tomado por soldados britânicos da 7ª Infantaria. O navio deu suporte no dia 12 para tropas canadenses avançando para o interior, retornando para Portsmouth em 16 de junho a fim de reabastecer munição. Voltou para mais bombardeios dois dias depois. Lanchas torpedeiras alemãs atacaram o cruzador na noite de 6 de julho enquanto estava ancorado, mas ele conseguiu escapar ao rapidamente levantar âncora e se mover para trás de uma cortina de fumaça. Disparou suas armas pela última vez contra um inimigo durante a guerra em 8 de julho, estando junto com o monitor HMS Roberts e o couraçado HMS Rodney como parte da Operação Charnwood. Voltou para Scapa Flow dois dias depois porque o combate na França estava tinha se movido além do alcance dos seus canhões. O Belfast disparou ao todo 1 996 projéteis de 152 milímetros durante suas cinco semanas de bombardeios litorâneos na Normandia.

#### Oceano Pacífico

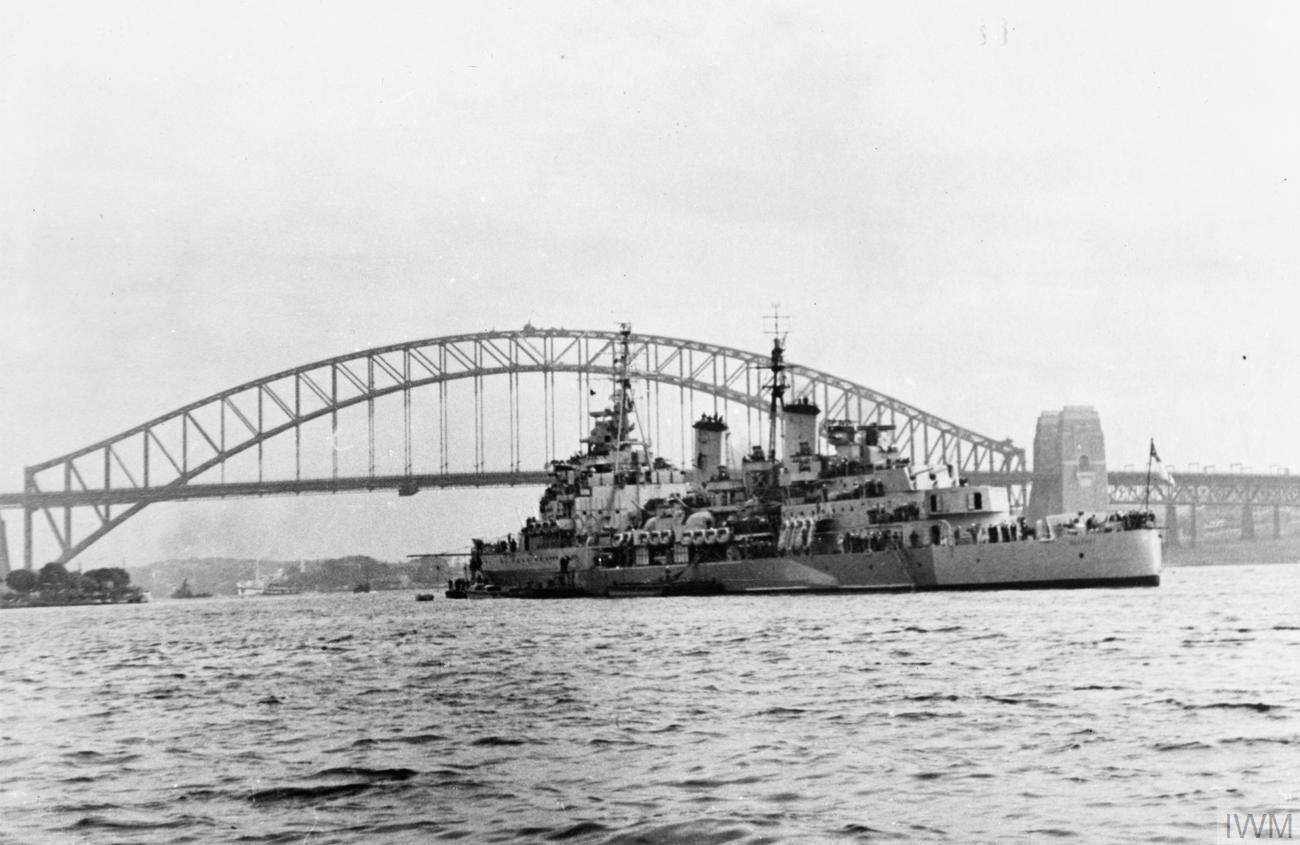
O Belfast no porto de Sydney em agosto de 1945

O capitão R. M. Dick assumiu o comando em 29 de julho e o Belfast ficou sob reformas até abril de 1945 com o objetivo de prepará-lo para o serviço contra o Japão no Extremo Oriente. Suas acomodações foram modificadas para condições climáticas tropicais e sua bateria antiaérea e sistemas de controle de disparo aprimorados para combater kamikazes. O cruzador tinha em maio de 1945 um armamento de 36 canhões de 40 milímetros em duas montagens de oito canos, quatro quádruplas e quatro únicas. Também tinha catorze Oerlikons. Suas duas montagens de 102 milímetros mais de ré foram removidas e as restantes equipadas com Controle de Energia Remoto. Seus hangares vazios foram convertidos acomodações para a tripulação e a catapulta de aeronaves removida.
Seu radar de superfície Tipo 273 foi substituído por um Tipo 277, o radar aéreo Tipo 281 foi removido em favor de uma antena única Tipo 281B, enquanto um radar Tipo 293Q foi instalado para determinação de altura a curta distância e varredura de superfície. Um conjunto Tipo 294 foi adicionado para controlar a bateria principal. A guerra na Europa terminou em maio e o Belfast partiu para o Extremo Oriente em 17 de junho, passando por Gibraltar, Malta, Alexandria, Porto Said, Adem, Colombo e Sydney. Chegou nesta última em 7 de agosto, sendo designado como a capitânia da 2ª Esquadra de Cruzadores da Frota Britânica do Pacífico. Passou no local por outra pequena reforma em que recebeu cinco canhões Bofors de 40 milímetros. Esperava-se que o navio participasse da planejada invasão do Japão, mas os japoneses se renderam em 15 de agosto de 1945.

### Pós-guerra

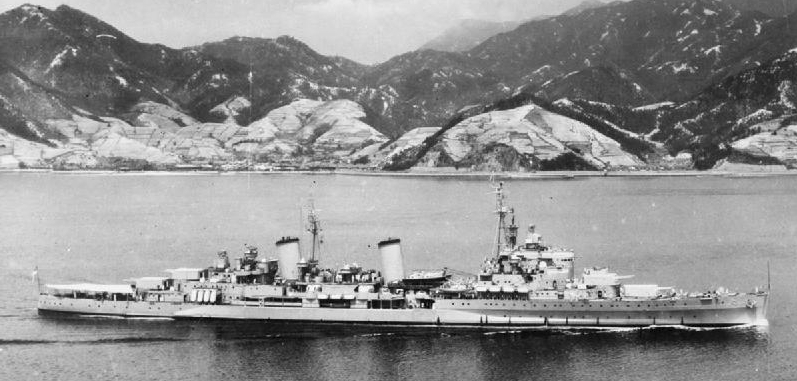
O Belfast em Kure em maio de 1950

O Belfast permaneceu no Extremo Oriente depois do fim da guerra e realizou vários cruzeiros para portos no Japão, China e Malásia, retornando para Portsmouth em 20 de agosto de 1947. Foi colocado na reserva e passou por reformas em que suas turbinas foram abertas para manutenção. Recebeu mais dois canhões Bofors no lugar de duas de suas montagens únicas de 40 milímetros. Voltou ao serviço em 22 de setembro de 1948 e visitou a cidade de Belfast em 20 de outubro. Sua tripulação celebrou no dia seguinte o Dia de Trafalgar com uma marcha pela cidade. No dia 22 o navio foi presenteado pelo povo de Belfast com um sino de prata.
Partiu para Hong Kong em 23 de outubro a fim de se juntar à Frota do Extremo Oriente, chegando no final de dezembro. A situação política da China estava precária em 1949, com a Guerra Civil Chinesa se aproximando de sua conclusão. O Belfast, como capitânia da 5ª Esquadra de Cruzadores, também atuou como o navio quartel-general da Estação do Extremo Oriente durante esse período. A embarcação foi para Singapura em 18 de janeiro e no local realizou uma pequena reforma que durou até março, enquanto em junho se juntou ao cruzeiro de verão da Frota do Extremo Oriente. Ele estava visitando Hakodate no Japão no dia 25 quando a Coreia do Norte invadiu a Coreia do Sul, iniciando a Guerra da Coreia.

### Guerra da Coreia

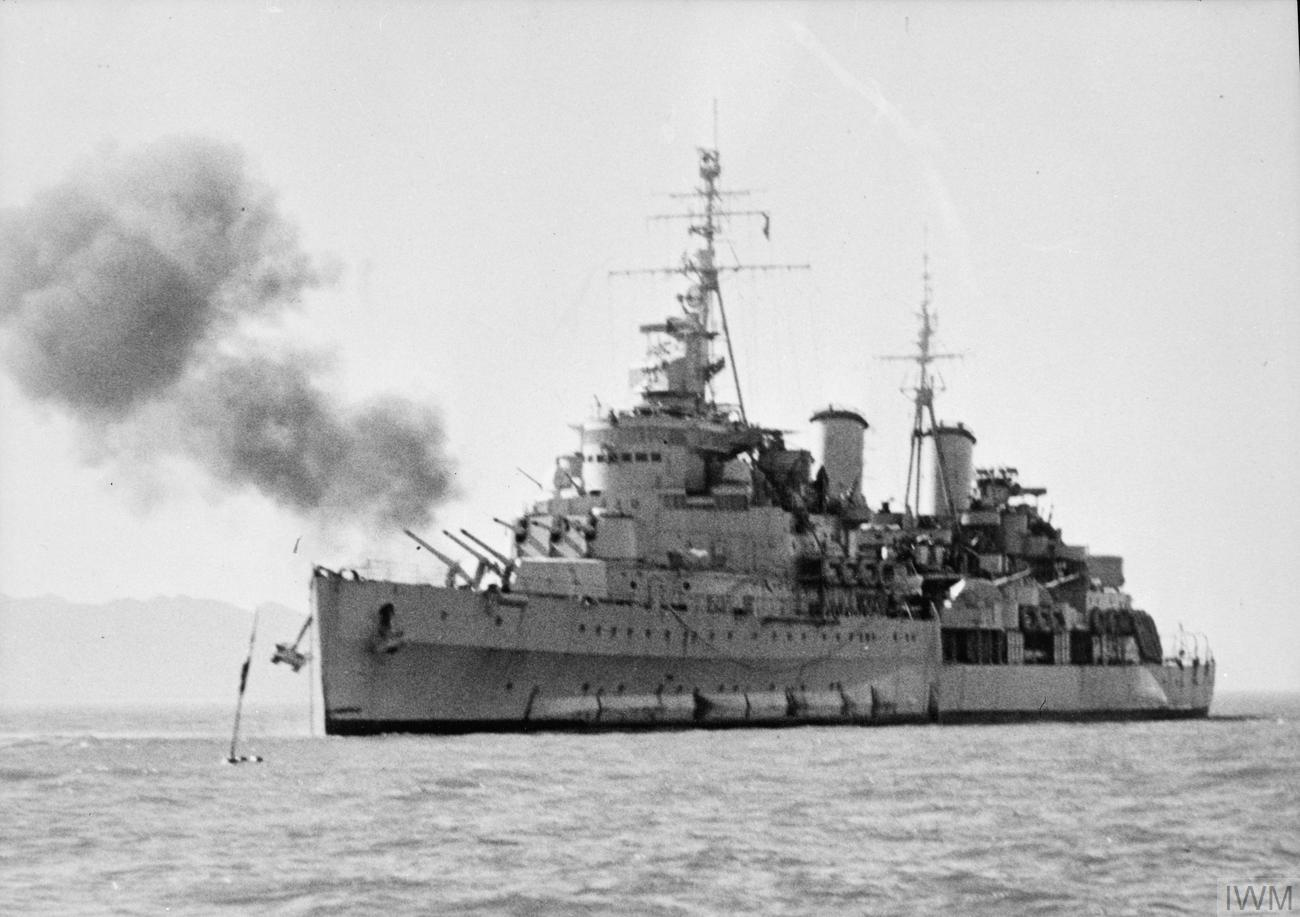
O Belfast bombardeando posições norte-coreanas em março de 1951

O Belfast tornou-se parte das forças das Nações Unidas. Originalmente foi designado para a Força Tarefa 77 da Marinha dos Estados Unidos, mas foi destacado em 5 de julho de 1950 para operar independentemente. Realizou patrulhas costeiras até o início de agosto, ficando baseado em Sasebo no Japão. Ele o o cruzador rápido estadunidense USS Juneau deram suporte a partir de 19 de julho para tropas lutando em Yongdok. Neste dia o Belfast realizou um preciso bombardeio litorâneo disparando 350 projéteis de 152 milímetros, sendo elogiado por um almirante estadunidense como um "navio de tiro certeiro". Voltou para o Reino Unido em 6 de agosto para uma breve reforma, retornando logo em seguida para o Extremo Oriente e chegando em Sasebo em 31 de janeiro de 1951.
Pelo decorrer de 1951 o cruzador realizou várias patrulhas costeiras pela Península da Coreia e ações de bombardeio litorâneo. Foi para Singapura em 1º de junho a fim de passar por reformas, retornando para suas patrulhas em 31 de agosto. Em setembro deu cobertura antiaérea para operações de salvamento a fim de recuperar um caça inimigo Mikoyan-Gurevich MiG-15 que tinha caído. Participou de mais bombardeios e patrulhas até receber uma licença de um mês, retornando aos combates em 23 de dezembro.
O navio continuou com suas patrulhas costeiras em 1952. Foi atingido pela artilharia inimiga em 29 de julho enquanto enfrentava uma bateria costeira na ilha de Wolsa-ri. Um projétil de 75 milímetros acertou um compartimento à vante, matando um marinheiro britânico de ascendência chinesa em sua rede e ferindo outros quatro marinheiros chineses. Esta foi a única vez que o Belfast foi atingido por um disparo inimigo durante a Guerra da Coreia. Ele foi substituído por seus irmãos HMS Newcastle e HMS Birmingham em 27 de setembro e retornou para o Reino Unido. Durante seu período na guerra, navegou mais de 130 mil quilômetros na zona de combate e disparou mais de oito mil projéteis de sua bateria principal. Foi descomissionado no Estaleiro Real Chatham em 4 de novembro de 1952 e colocado na reserva no Estaleiro Real de Devonport em 1º de dezembro.

### Modernização e fim de serviço
O futuro do Belfast permaneceu incerto enquanto na reserva, pois era muito caro operar cruzadores com muitos tripulantes em meio a cortes nos gastos de defesa. Foi apenas em março de 1955 que foi tomada a decisão de modernizar o navio. Os trabalhos começaram em 6 de janeiro de 1956 e foram inicialmente descritos como uma reforma prolongada, mas o custo foi considerável para cruzador já um pouco antigo: 5,5 milhões de libras. Mudanças incluíram novos diretórios de controle de disparo individuais MRS8 para novos canhões de 40 milímetros e para as montagens duplas de 102 milímetros, aumento da velocidade de rotação e elevação em vinte graus por segundo para estas últimas armas e proteção de áreas importantes da embarcação contra ataques nucleares, biológicos ou químicos. Esta última consideração fez com que sua ponte de comando fosse ampliada e fechada, criando uma superestrutura de dois andares e cinco lados muito diferente da original. Suas caldeiras receberam controle remoto para que pudessem continuar funcionando em caso de ataque com armas de destruição em massa, pois as salas das caldeiras não eram protegidas. A maior alteração foi melhores acomodações para uma tripulação reduzida. Seus mastros de tripé foram substituídos por mastros de treliça, enquanto a madeira do convés foi removida em favor de aço exceto no tombadilho.
O armamento antiaéreo passou a ser de doze canhões Bofors em montagens duplas, com o sistema de controle de disparo destas tendo oito diretórios equipados com radares Tipo 262. Também tinha dois radares de controle de disparo Tipo 274 para a bateria principal que funcionavam contra alvos marítimos e terrestres, radares Tipo 277Q e Tipo 293Q para determinação de altura e varredura de superfície, um radar de aviso aéreo Tipo 960M e um radar de aviso de superfície Tipo 974. O armamento de torpedos foi removido a fim de reduzir o peso. Sonares passivos Tipo 174 e Tipo 176 também foram instalados, assim como isolamentos acústicos de borracha para os eixos das hélices.

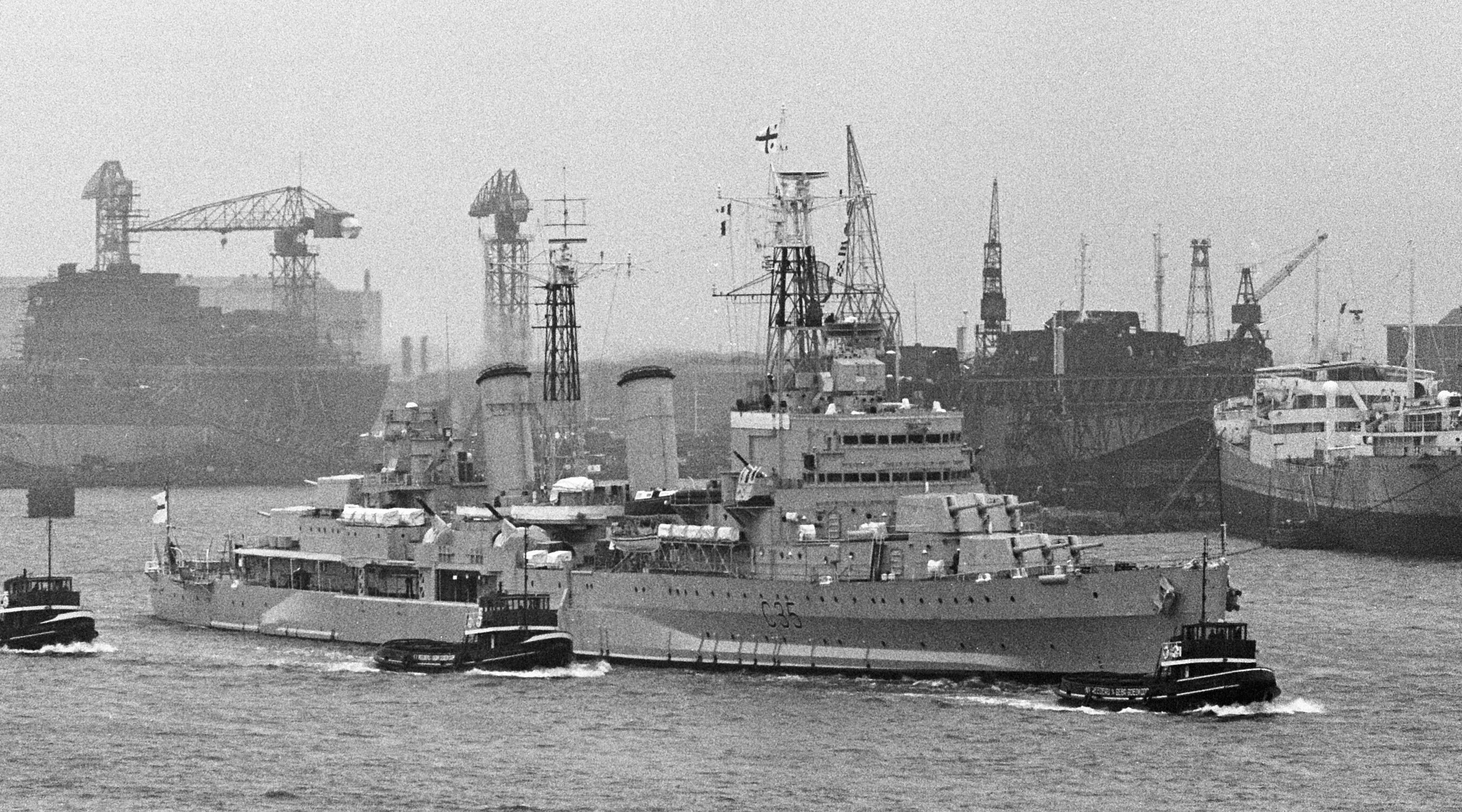
O Belfast em 2 de novembro de 1962

O Belfast foi recomissionado em Devonport em 12 de maio de 1959. Foi enviado de volta ao Extremo Oriente e chegou em Singapura em 16 de dezembro, passando boa parte de 1960 realizando exercícios e visitando portos em Hong Kong, Bornéu, Índia, Ceilão, Austrália, Filipinas e Japão. O navio também realizou vários exercícios no ano seguinte, com sua tripulação compondo a guarda de honra britânica para a cerimônia de independência de Tanganica em Dar es Salaam em dezembro de 1961. Planos foram elaborados em 1961 para convertê-lo em um híbrido cruzador de helicópteros para operações anfíbias. Suas duas torres de artilharia de ré seriam removidas para dar espaço a um convés de pouso e dois hangares, enquanto as armas de 102 milímetros seriam removidas em favor de serviolas para quatro barcos de desembarque. Este plano foi rejeitado em dezembro porque a conversão demoraria muito para ser realizada.
A embarcação deixou Singapura em 26 de março de 1962 para voltar para casa, passando no caminho por Hong Kong, Guam, Pearl Harbor, São Francisco, Colúmbia Britânica, Panamá e Trinidad. Chegou em Portsmouth em 19 de junho de 1962. Fez uma última visita a Belfast entre 23 e 29 de novembro e em seguida foi colocado na reserva em 25 de fevereiro de 1963. Voltou à ativa pela última vez em julho com uma tripulação composta por membros da Reserva Naval Real e vários cadetes, ficando como a capitânia do contra-almirante Hugh Martell. Foi para Gibraltar em 10 de agosto na companhia de dezesseis draga-minas para duas semanas de exercícios no Mar Mediterrâneo. Esta última viagem do Belfast foi considerada um "artifício bem pensado" que "fez muito para restaurar a confiança e a imagem da nova [Reserva Naval Real]", que em 1958 tinha passado por uma amalgamação acrimoniosa com a antiga Reserva de Voluntários da Marinha Real.

### Reserva
O Belfast voltou para Devonport em 24 de agosto de 1963 e foi descomissionado, passando em seguida por uma pequena reforma em preparação para ser colocado na reserva, o que ocorreu em dezembro. Partes do navio e de seus sistemas foram reativados em janeiro de 1966 e de maio de 1966 até 1970 foi usado como um alojamento flutuante ancorado em Fareham para a Divisão da Reserva em Portsmouth, sendo depois substituído nesta função por seu irmão Sheffield. O Museu Imperial da Guerra, o museu britânico nacional para conflitos do século XX, ficou interessado nessa época em preservar uma torre de artilharia de 152 milímetros. Esta representaria várias classes de cruzadores da Marinha Real que estavam sendo descartadas e complementaria os dois canhões navais de 381 milímetros que o museu já tinha adquirido.
Uma equipe do museu visitou o cruzador rápido HMS Gambia da Classe Fiji em 14 de abril de 1967, que também estava ancorado em Fareham na época. Depois desta visita foi levantada a possibilidade de preservar um navio inteiro. O Gambia nesta altura já estava muito deteriorado, assim a atenção se virou para o Belfast. O Museu Imperial da Guerra, o Museu Marítimo Nacional e o Ministério da Defesa estabeleceram um comitê conjunto que relatou em junho de 1968 que o projeto era prático e econômico. Entretanto, o Tesoureiro Geral decidiu contra a preservação no início de 1971 e em 4 de maio o navio colocado em "reduzido para descarte", aguardando desmontagem.

## Navio-museu

### HMSBelfastTrust

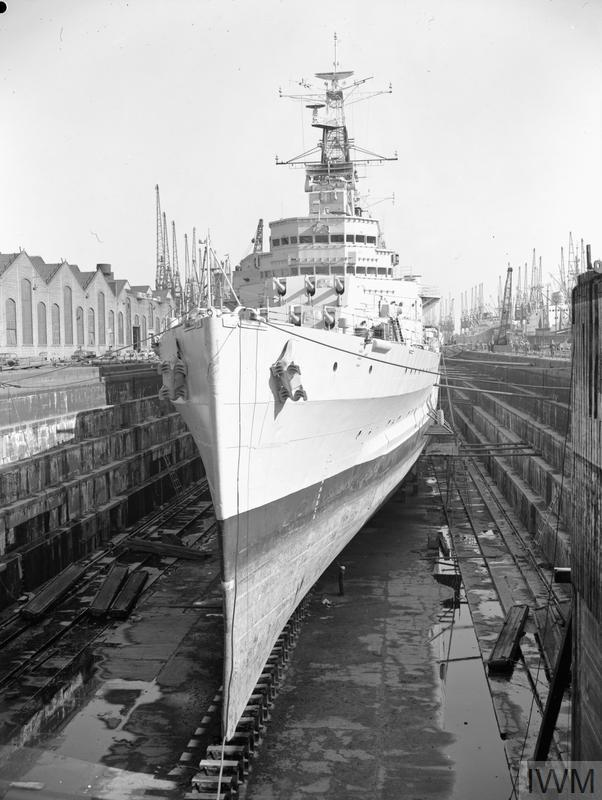
O Belfast em uma doca seca para ser transformado em navio-museu

Um truste privado foi formado para fazer campanha pela preservação do navio, o HMS Belfast Trust. Seu presidente era o contra-almirante sir Morgan Morgan-Giles, que foi o oficial comandante do navio de janeiro de 1961 a julho de 1962. Ele era também um Membro do Parlamento e falou na Câmara dos Comuns sobre o assunto, afirmando que o Belfast estava em "um maravilhoso estado de preservação" e que salvá-lo para a nação representaria um "caso de agarrar a última oportunidade". Outros parlamentares também falaram em favor do projeto. Peter Kirk, o Subsecretário para a Marinha, afirmou que o cruzador era "um dos navios mais históricos que a Marinha teve nos últimos vinte anos", mas que não era capaz de impedir que equipamentos fossem removidos dele, pois isto era um processo que já estava muito avançado para ser paralisado. Kirk ainda assim concordou em adiar qualquer decisão sobre desmontar o Belfast até o truste apresentar uma proposta formal.
O governo concordou em julho de 1971 em entregar o navio para o controle do truste, com o vice-almirante sir Donald Gibson como seu primeiro diretor. O truste anunciou pouco depois a Operação Cavalo-Marinho, um plano para levar o Belfast a Londres. Ele foi rebocado de Portsmouth e transformado em um navio-museu. Foi levado para seu ancoradouro ao lado da Ponte da Torre em 15 de outubro de 1971 e colocado em um grande buraco dragado no leito do rio Tâmisa, sendo em seguida amarrado a estacas que o mantém em posição durante o subir e descer da maré. Foi aberto ao público em 21 de outubro, Dia de Trafalgar, uma data significativa já que o Belfast foi o primeiro grande navio salvo pelo Reino Unido desde o navio de linha HMS Victory, a capitânia do vice-almirante Horatio Nelson, 1º Visconde Nelson, na Batalha de Trafalgar. Apesar de não fazer mais parte da Marinha Real, o cruzador recebeu uma permissão especial para continuar a hastear o Estandarte Branco.
Sua inauguração como museu foi elogiada e o HMS Belfast Trust venceu em 1972 o prêmio "Venha ao Reino Unido" da Autoridade de Turismo Britânica. Apoio para a restauração do navio veio de indivíduos, da Marinha Real e empresas comerciais; por exemplo, a Venerável Companhia de Padeiros criou em 1973 pães de mentira para serem exibidos da padaria do cruzador. Áreas como a ponte de comando do almirante e salas de máquinas foram restauradas e equipadas em 1974. Também houve uma reforma da Sala de Operações por uma equipe do estabelecimento terrestre HMS Vernon, com seis dos canhões Bofors e seus diretórios de controle de disparo sendo devolvidos. O Belfast recebeu 1,5 milhões de visitantes até dezembro de 1975, enquanto no ano seguinte o Escritório de Comunicação Sem Fio foi restaurado Real Sociedade de Radioamadores Navais.

### Museu Imperial da Guerra
A posição financeira do HMS Belfast Trust se tornou marginal até 1977 e assim o Museu Imperial da Guerra procurou permissão para absorver o truste. Shirley Williams, a Secretária de Estado para Educação e Ciência, aceitou a proposta afirmando que o Belfast "é uma demonstração única de uma importante fase de nossa história e tecnologia". O navio foi transferido para o museu em 1º de março de 1978, tornando-se o terceiro ramo do Museu Imperial da Guerra. A Associação do HMS Belfast foi formada em outubro de 1988 com o objetivo de reunir ex-tripulantes. O Museu Imperial da Guerra também procura gravar entrevistas de histórias orais com os ex-tripulantes.

#### Preservação

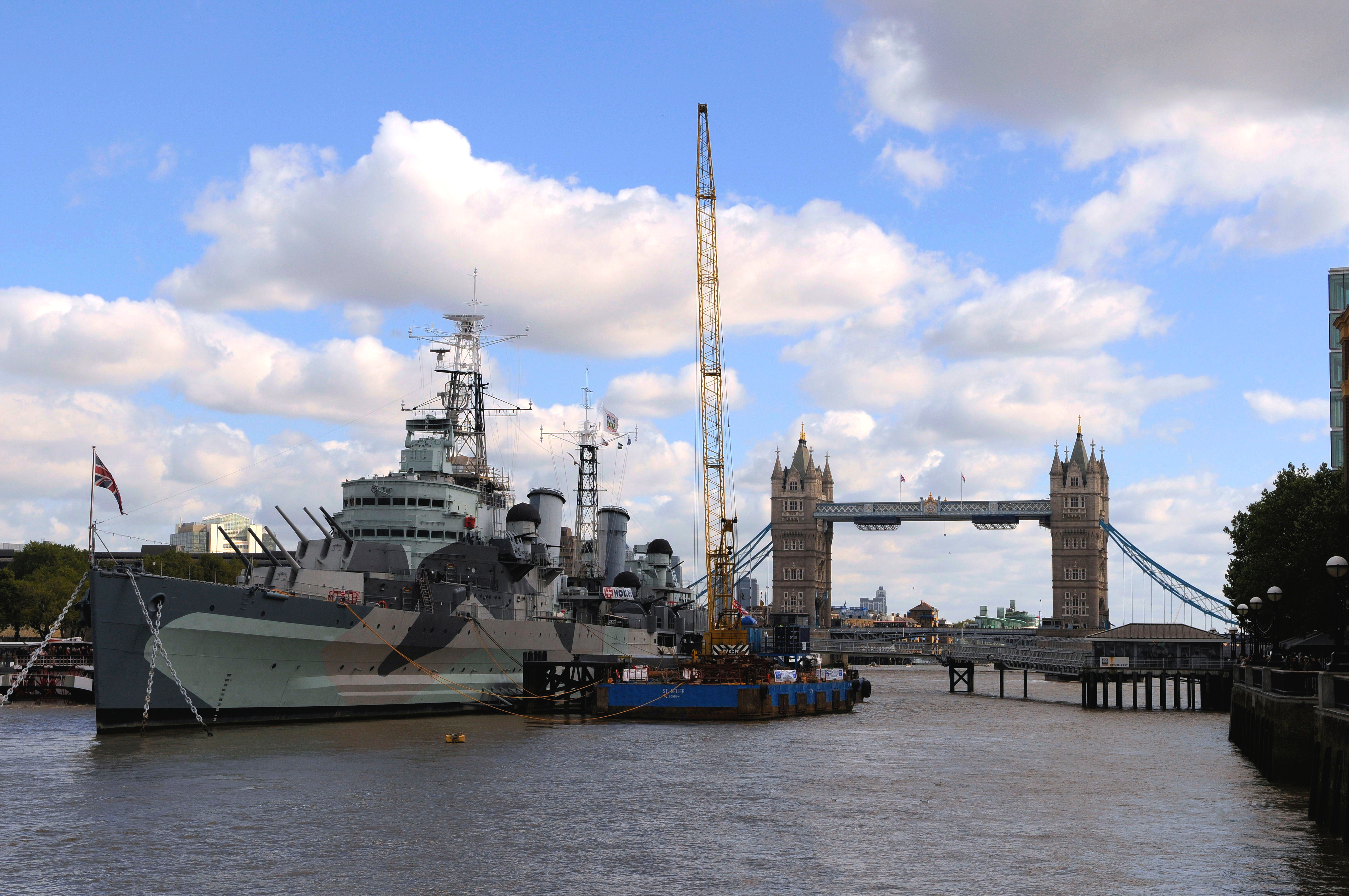
Um guindaste flutuante ao lado do Belfast em 25 de setembro de 2010 instalando seus novos mastros

O Belfast foi duas vezes para uma doca seca desde que se tornou um navio-museu: em 1982 em Tilbury e em junho de 1999 em Portsmouth. Esta última vez foi a primeira vez que o navio foi para o mar aberto desde que saiu de serviço, assim precisou de um Certificado de Navegabilidade da Agência Marítima e Guarda Costeira. Seu casco foi limpo, abrasado e repintado, com as placas do seu casco sendo inspecionadas com testes ultrassônicos. Clima ruim fez com que ele chegasse em Portsmouth um dia atrasado, pois esperava-se que o navio chegasse em 6 de junho de 1999, que era o aniversário de 55 anos dos Desembarques da Normandia.
O casco e superestrutura do cruzador foram pintados como o esquema de camuflagem que ele tinha usado entre novembro de 1942 e julho de 1944, chamado de Camuflagem Disruptiva do Almirantado Tipo 25. Isto enfrentou algumas objeções devido ao conflito anacrônico entre a camuflagem da maior parte de seu serviço na Segunda Guerra Mundial e sua configuração atual, resultado da modernização que passou no final da década de 1950. O Comitê Consultivo sobre Navios Históricos Nacionais do Departamento de Cultura, Mídia e Esporte foi estabelecido em meados de 2006 e o Belfast foi listado como parte da Frota Histórica Nacional.
Dois novos mastros foram fabricados pelo estaleiro russo Severnaya de São Petersburgo em 2010, aniversário de 65 anos do fim da Segunda Guerra Mundial. A produção de novos mastros se deu porque os originais estavam muito corroídos e teve o apoio de várias empresas russas, tendo custado aproximadamente quinhentas mil libras esterlinas. A restauração envolveu a remoção dos acessórios de ambos os mastros, permitindo que estes fossem restaurados individualmente. Os mastros antigos foram então cortados em seções e os novos erguidos, com os acessórios originais substituídos. Os novos mastros foram dedicados durante uma cerimônia a bordo em 19 de outubro que teve a presença de ex-tripulantes, enviados da embaixada e governo russos e do príncipe Filipe, Duque de Edimburgo.

#### Exibição

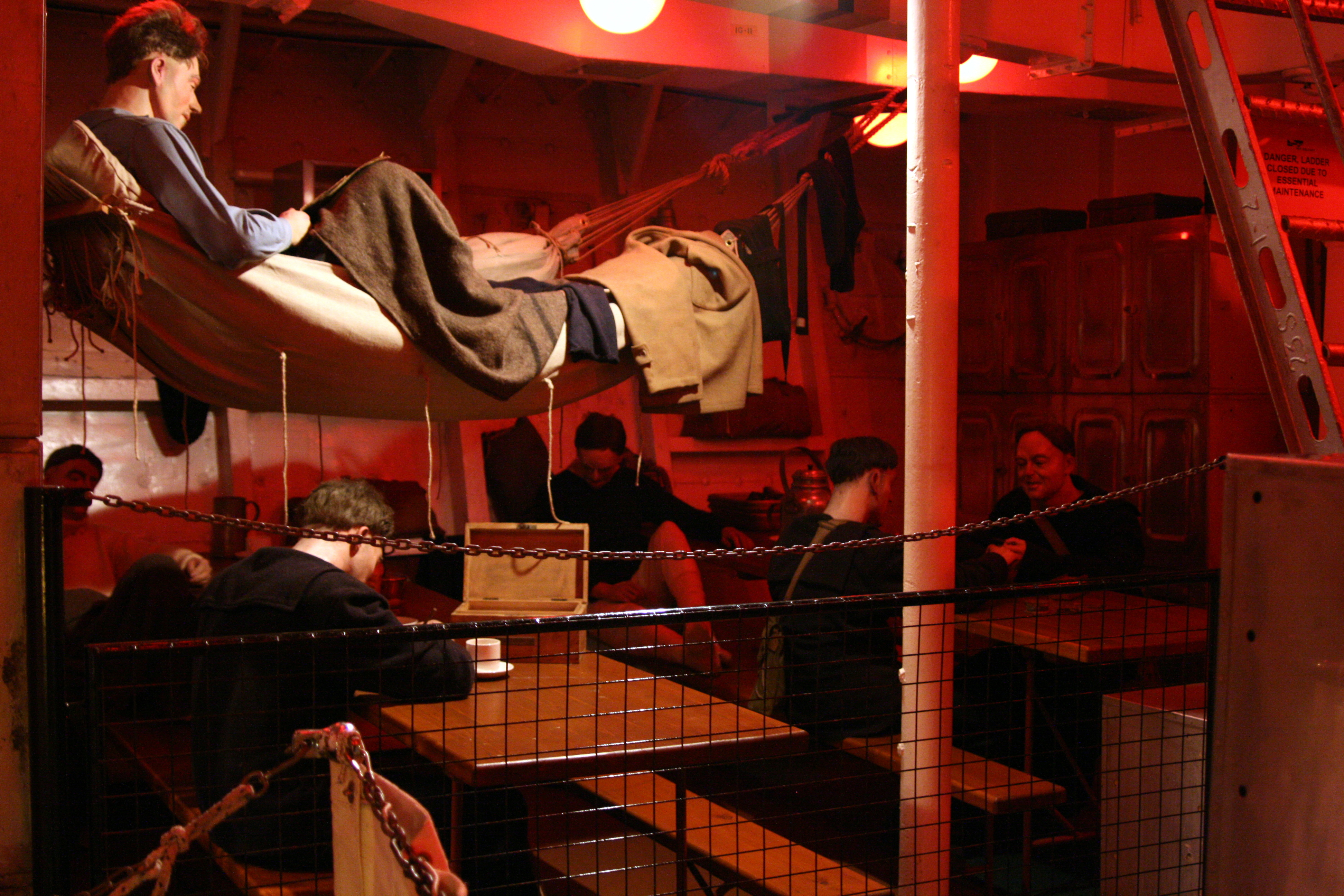
O convés ártico próximo de uma das torres de artilharia

Os visitantes ficavam limitados aos conveses superiores e à superestrutura de vante quando o Belfast foi inaugurado como navio-museu, mas desde então outros conveses foram abertos. O acesso ao navio ocorre por uma passarela que conecta o tombadilho com a calçada de pedestres da margem sul do Tâmisa. O Museu Imperial da Guerra divide o cruzador em três seções gerais. A primeira é "Vida a bordo do navio", focando na experiência de servir no mar. Compartimentos restaurados, alguns povoados por bonecos, ilustram as condições de vida da tripulação e as várias instalações a bordo, como a enfermaria, refeitório, lavanderia e capela. Grupos escolares desde 2002 podem passar uma noite a bordo, dormindo em beliches em um convés restaurado da década de 1950.
A segunda seção é "O funcionamento interno", focando nas áreas abaixo da linha de flutuação e atrás do cinturão blindado, contendo os principais sistemas mecânicos, elétricos e de comunicação. Compartimentos incluem as salas de máquinas e de caldeiras, estação de transmissão com o computador mecânico de controle de disparo, a posição de direção de vante e um dos depósitos de munição de 152 milímetros. A terceira seção é "Estações de batalha" que incluem o convés superior e a superestrutura de vante com as instalações de armamento, controle de disparo e comando. Áreas abertas incluem a sala de operações, a ponte do almirante e a plataforma de direção de disparo. A sala de operações foi restaurada em 2011 para sua aparência durante a Operação Pônei Expresso, um grande exercício conjunto da Marinha Real, Marinha dos Estados Unidos e Marinha Real Australiana realizado em 1961 em Bornéu do Norte. A reinterpretação também inclui uma mesa de plotagem interativa audiovisual.
O interior da quarta torre de artilharia foi reformado em 2011 para empregar o uso de efeitos audiovisuais e atmosféricos com a intenção de evocar a experiência de um artilheiro durante a Batalha do Cabo Norte. As duas torres de artilharia de vante estão viradas em direção da autoestrada M1, aproximadamente dezenove quilômetros de distância nas imediações de Londres, com o objetivo de enfatizar o alcance do armamento principal. Uma montagem de 102 milímetros e um guindaste de munição foram restaurados ao funcionamento e são usados em disparos de demonstração. Além das várias áreas abertas aos visitantes, alguns compartimentos foram reformados como espaços de exibição, com exibições permanentes incluindo "HMS Belfast em Guerra e Paz" e "Vida no Mar". O custo do ingresso ao navio incluí um audioguia multilíngue.

### Citações
1. ↑  Wingate 2004, pp. 7–8.
2. ↑  Watton 1985, pp. 6–7.
3. ↑  Wingate 2004, p. 8.
4. 1 2  Watton 1985, p. 9.
5. 1 2  Whitley 1996, p. 110.
6. 1 2  Wingate 2004, p. 11.
7. 1 2 3  Wingate 2004, p. 12.
8. 1 2  Wingate 2004, p. 28.
9. ↑  Wingate 2004, pp. 11, 28.
10. 1 2 3  Wingate 2004, p. 9.
11. ↑   «History of HMS Belfast: Building & Launch». Museu Imperial da Guerra. Consultado em 23 de maio de 2024. Arquivado do original em 6 de janeiro de 2009
12. 1 2  Wingate 2004, p. 33.
13. ↑  Lavery 2015, p. 77.
14. ↑  Lavery 2015, p. 80.
15. ↑  Lavery 2015, pp. 81–82.
16. ↑   «History of HMS Belfast: Outbreak of War 1939». Museu Imperial da Guerra. Consultado em 24 de maio de 2024. Arquivado do original em 6 de janeiro de 2009
17. ↑  Lavery 2015, p. 85.
18. ↑  Lavery 2015, pp. 85–86.
19. 1 2  Wingate 2004, pp. 34–35.
20. ↑  Lavery 2015, pp. 15–19.
21. ↑  Wingate 2004, pp. 35–36.
22. 1 2  Wingate 2004, pp. 39–40.
23. ↑   Clarke, A. W. (2004). «Burnett, Sir Robert Lindsay (1887–1959)». Oxford Dictionary of National Biography. Oxford: Oxford University Press. doi:10.1093/ref:odnb/32189
24. 1 2 3  Watton 1985, p. 14.
25. ↑  Wingate 2004, p. 43.
26. ↑  Wingate 2004, pp. 44–55.
27. 1 2  Wingate 2004, pp. 55–57.
28. 1 2   «History of HMS Belfast: Operations 1944». Museu Imperial da Guerra. Consultado em 24 de maio de 2024. Arquivado do original em 6 de janeiro de 2009
29. 1 2  Wingate 2004, p. 57.
30. 1 2  Wingate 2004, pp. 57–58.
31. ↑   «History of HMS Belfast: D-Day 6 June 1944». Museu Imperial da Guerra. Consultado em 24 de maio de 2024. Arquivado do original em 6 de janeiro de 2009
32. ↑  Watton 1985, p. 8.
33. 1 2  Watton 1985, p. 12.
34. 1 2  Wingate 2004, pp. 58–61.
35. ↑  Watton 1985, p. 11.
36. ↑  Wingate 2004, p. 62.
37. ↑  Wingate 2004, pp. 73–76.
38. ↑  Wingate 2004, p. 76.
39. ↑  Wingate 2004, p. 81.
40. ↑  Wingate 2004, p. 84.
41. ↑  Wingate 2004, p. 87.
42. ↑  Janitch 1977, p. 60.
43. ↑  Wingate 2004, pp. 79–90.
44. ↑  Wingate 2004, p. 88.
45. ↑  Wingate 2004, pp. 87–90.
46. ↑  Wingate 2004, pp. 90–99.
47. ↑  Waters 2019, pp. 192–194.
48. 1 2 3 4 5  Wingate 2004, p. 101.
49. ↑   Sainsbury, A. B. (25 de fevereiro de 1999). «Obituary: Vice-Admiral Sir Hugh Martell». The Independent. Consultado em 25 de maio de 2024
50. ↑   «The 15-inch Guns». Museu Imperial da Guerra. Consultado em 26 de maio de 2024. Arquivado do original em 25 de julho de 2011
51. ↑   «H.M.S. "Belfast"». Hansard's Parliamentary Debates. 8 de março de 1971. cc207-16. Consultado em 26 de maio de 2024
52. ↑  Wingate 2004, p. 102.
53. 1 2   Howard, Philip (16 de outubro de 1971). «Navy waives the rules for last big gun ship». The Times (58300). Londres. p. 3
54. ↑  Diprose, Craig & Seaborne 2009, p. 216.
55. 1 2 3 4 5 6 7 8 9  Wingate 2004, Posfácio.
56. 1 2   «RNARS London Group GB2RN HMS Belfast». Real Sociedade de Radioamadores Navais. Consultado em 26 de maio de 2024
57. ↑   Williams, Shirley (19 de janeiro de 1978). «HMS "Belfast"». Hansard's Parliamentary Debates. c301W. Consultado em 26 de maio de 2024
58. ↑   «About the Association». Museu Imperial da Guerra. Consultado em 26 de maio de 2024. Arquivado do original em 18 de julho de 2011
59. ↑   Wenzel, Jon (abril de 1997). «Diminshing Shipyard Resources». Maritime Park Association. Consultado em 27 de maio de 2024
60. ↑   «War veteran battles weather». BBC. 7 de junho de 1999
61. ↑   «HMS Belfast». Navios Históricos Nacionais. Consultado em 27 de maio de 2024
62. ↑   «New masts for HMS Belfast made in Russian shipyard». London SE1. 9 de maio de 2010. Consultado em 27 de maio de 2024
63. ↑   Lydall, Ross (23 de março de 2010). «HMS Belfast's extraordinary war service is recognised by Russia». Evening Standard. Consultado em 27 de maio de 2024. Arquivado do original em 6 de abril de 2010
64. ↑   «Russian Federation provides major support for HMS Belfast restoration». Museu Imperial da Guerra. 24 de março de 2010. Consultado em 27 de maio de 2024. Arquivado do original em 5 de maio de 2013
65. ↑   «HMS Belfast to lose her scaffolding – and gain two new masts». Lloyd's Register. 15 de junho de 2010. Consultado em 27 de maio de 2024. Arquivado do original em 16 de julho de 2011
66. ↑   «HMS Belfast Masts from Russia with Love». Museu Imperial da Guerra. 19 de outubro de 2010. Consultado em 27 de maio de 2024. Arquivado do original em 5 de maio de 2013
67. ↑   Allen, Felix (19 de outubro de 2010). «The new HMS Belfast, from Russia with love». Evening Standard. Consultado em 27 de maio de 2024. Arquivado do original em 16 de novembro de 2010
68. 1 2  Museu Imperial da Guerra 2009, pp. 6–7.
69. ↑  Museu Imperial da Guerra 2009, pp. 28–39.
70. ↑   Adams, Bernard (10 de fevereiro de 2006). «All aboard». Times Educational Supplement. Consultado em 28 de maio de 2024. Arquivado do original em 10 de junho de 2011
71. ↑  Museu Imperial da Guerra 2009, pp. 40–49.
72. ↑  Museu Imperial da Guerra 2009, pp. 50–57.
73. ↑   «Get Hands On With History Aboard HMS Belfast». Museu Imperial da Guerra. 5 de abril de 2011. Consultado em 28 de maio de 2024. Arquivado do original em 2 de outubro de 2011
74. ↑   «HMS Belfast adds thrilling Gun Turret Experience to its armoury of attractions». Culture24. 29 de julho de 2011. Consultado em 28 de maio de 2024. Arquivado do original em 1 de dezembro de 2011
75. ↑  Museu Imperial da Guerra 2009, p. 52.
76. ↑   «HMS Belfast». Culture24. Consultado em 28 de maio de 2024. Arquivado do original em 17 de dezembro de 2011